# Takashi Miike
Takashi Miike Miike Takashi (三池 崇史) (Yao (Osaka), Japó, 24 d'agost de 1960) és un prolífic i controvertit director de cinema japonès. Miike ha dirigit més de cent produccions per a cinema, vídeo i televisió des del seu debut l'any 1991 (durant els anys 2001 i 2002 va arribar a dirigir ni més ni menys que catorze produccions). Abans de dedicar-se a la direcció havia treballat com a ajudant per a altres directors, com el reputat Shohei Imamura. La seva estrena internacional fou amb el film Fudoh: The New Generation (Gokudô sengokushi: Fudô), al qual seguiren altres obres importants de la seva filmografia com Dead or Alive, Audition, Ichi the killer, Visitor Q, The Happiness of the Katakuris, Gozu, Cementiri Yakuza, Zebraman, Izo, The Great Yokai War (Yôkai daisensô) o Big Bang Love, Juvenile A, diverses de les quals han participat en el Festival Internacional de Cinema de Catalunya.

## Biografia
Entra a l'edat de 18 anys a l'Academy of Broadcasting and Film de Yokohama i en surt titulat. Comença per treballar per a la televisió, sobretot realitzant diversos telefilms. Durant els anys 1990, realitza molts films que surten directament en vídeo, el que els japonesos anomenen l'V-Cinema. Gràcies a aquest sistema, podrà realitzar molts films de poc pressupost.
És amb un film de yakuzas, Shinjuku Triad Society, realitzat l'any 1994, que es fa famós. Realitza diversos altres films sobre els yakuzas, com la trilogia Dead or Alive.
És molt prolífic, ja que realitza més de cinquanta films en un poc més de deu anys. Molt els seus films poden ser, a primera vista, classificats en un gènere específic (film de yakuzas, de ciència-ficció, de terror, de comèdia…), però aquestes classificacions no tenen en compte la integritat del film tant la barreja dels gèneres és freqüent en Miike, la realització del qual és molt tècnica i rica en efectes.
És principalment conegut per realitzar un cinema on la violència com l'estrafolari o el fantàstic sorgeixen fora de convencions i on molts tabús són transgredits, però sense tota la posada en condició de l'espectador espera en aquestes circumstàncies.
Aquesta actitud desacomplexada el fa aparèixer com un cineasta violent, boig i provocador, encara que hi hagi realitzat també molts films contemplatius i poètics com The Bird People in China o The Happiness of the Katakuris.
Ha escrit el prefaci del llibre Iron Man: The Cinema of Shinya Tsukamoto de Tom Mes així com un comentari de la part Box que va realitzar per al film Three... Extremes.
Miike declara que Starship Troopers: Les brigades de l'espai és un dels seus films favorits. Admira, entre els realitzadors de llengua anglesa, David Lynch, David Cronenberg i Paul Verhoeven
L'estil de Miike és sovint considerat pels seus detractors com misogin, encara que els seus personatges femenins conserven generalment el poder, que utilitzen per tombar els principis establerts del patriarcat japonès com als films Audition (1999) i Visitor Q (2001).
L'un dels seus films més controvertits és sens dubte l'ultra-violent Ichi the killer (2001), adaptat del manga homònim, amb al paper principal per Tadanobu Asano com a yakuza sadomasoquista. La violència extrema va ser inicialment emprada per promoure el film: durant l'estrena internacional al Festival Internacional de Cinema de Toronto l'any 2001, el públic va rebre com objectes promocionals bosses per vomitar amb el logo del film (una escena de matança particularment extravagant posa en escena un personatge que talla un home en dos del cap als peus, així com el rostre d'un altre home, que rellisca al llarg d'un mur pròxim).
No obstant això, la British Board of Film Classification va rebutjar autoritzar l'estrena del film no censurat a la Gran Bretanya, tenint consideració del nivell intens de violència sexual cap a les dones, com a  Irreversible (2002), que conté una escena de violació de nou minuts, particularment violenta, que havia escapat a la censura. A Hong Kong, 15 minuts del film van ser tallats. Als Estats Units, el film va ser projectat no censurat (encara que la MPAA el va classificar Unrated). Un DVD no censurat va sortir al Benelux.
L'any 2005, Miike va haver convidat a realitzar un episodi de la sèrie d'antologia Masters of Horror. La sèrie, que conté episodis realitzats per grans noms del cinema de terror com John Carpenter, Tobe Hooper o Dario Argento, deixava als realitzadors una relativa llibertat de creació i mínimes restriccions en relació amb els continguts violents o sexuals (algunes escenes violentes van ser modificades, com a l'episodi Jenifer, realitzat per Dario Argento). No obstant això, quan la cadena de cable Showtime va obtenir els drets sobre la sèrie, l'episodi realitzat per Miike (Imprint) va ser aparentment jutjat massa molest per a la cadena. Showtime va anul·lar la difusió d'aquest episodi, després de les negociacions; el film va ser no obstant això retingut per figurar en la caixa DVD de la sèrie. Mick Garris, creador i productor executiu de la sèrie, va descriure l'episodi com « increïble, però difícil de mirar, inclús per a mi.

## Filmografia

### Director
| Any                                                               | Títol                                                 | Títol japonès                                                      | Transcripció                              | Tipus |
| 1991                                                              |                                                       |                                                                    |                                           |       |
| ----------------------------------------------------------------- | ----------------------------------------------------- | ------------------------------------------------------------------ | ----------------------------------------- | ----- |
| 1991                                                              | Eyecatch Junction                                     | 突風！ ミニパト隊 アイキャッチ・ジャンクション                     | Toppū! Minipato Tai - Aikyacchi Jankushon | Vídeo |
| 1991                                                              | Lady Hunter: Prelude To Murder                        | レディハンター 殺しのプレュード                                    | Redi Hantā: Koroshi No Pureryūdo          | Vídeo |
| 1992                                                              |                                                       |                                                                    |                                           |       |
| Last Run: 100 Million Yen's Worth of Love & Betrayal              | 疾走フェラーリ250GTO/ラスト・ラン～愛と裏切りの百億円 | Shissō Feraari 250 GTO / Rasuto Ran: Ai To Uragiri No Hyaku-oku En | TV                                        |       |
| A Human Murder Weapon                                             | 人間兇器 愛と怒りのリング                             | Ningen Kyōki: Ai To Ikari No Ringu                                 | Vídeo                                     |       |
| 1993                                                              |                                                       |                                                                    |                                           |       |
| Bodyguard Kiba                                                    | ボディガード牙                                        | Bodigādo Kiba                                                      | Vídeo                                     |       |
| Oretachi Wa Tenshi Ja Nai                                         | 俺達は天使じゃない                                    | Oretachi Wa Tenshi Ja Nai                                          | Vídeo                                     |       |
| Oretachi Wa Tenshi Ja Nai II                                      | 俺達は天使じゃない２                                  | Oretachi Wa Tenshi Ja Nai 2                                        | Vídeo                                     |       |
| 1994                                                              |                                                       |                                                                    |                                           |       |
| Shinjuku Outlaw                                                   | 新宿アウトロー                                        | Shinjuku Autorou                                                   | Vídeo                                     |       |
| (Bodyguard Kiba: Apocalypse Of Carnage)                           | 修羅の黙示録 ボディーガード牙                         | Shura No Mokushiroku: Bodigādo Kiba                                | Vídeo                                     |       |
| 1995                                                              |                                                       |                                                                    |                                           |       |
| Daisan No Gokudō                                                  | 第三の極道                                            | Daisan no gokudō                                                   | Pel·lícula                                |       |
| Bogyguard Kiba: Apocalypse Of Carnage II                          | 修羅の黙示録2 ボディーガード牙                        | Shura No Mokushiroku 2: Bodigādo Kiba                              | Vídeo                                     |       |
| Osaka Tough Guys                                                  | なにわ遊侠伝                                          | Naniwa Yūkyōden                                                    | Vídeo                                     |       |
| Shinjuku Triad Society                                            | 新宿黒社会 チャイナ マフィア戦争                      | Shinjuku Kuroshakai: Chaina Mafia Sensō                            | Pel·lícula                                |       |
| 1996                                                              |                                                       |                                                                    |                                           |       |
| Shin Daisan No Gokudō: Boppatsu Kansai Gokudō Sensō               | 新・第三の極道 勃発 関西極道ウォーズ！！              | Shin Daisan No Gokudō: Boppatsu Kansai Gokudō Sensō                | Vídeo                                     |       |
| Shin Daisan No Gokudō II                                          | 新・第三の極道II                                      | Shin daisan no gokudō II                                           | Vídeo                                     |       |
| Jingi naki yabō                                                   | 仁義なき野望                                          | Jingi naki yabō                                                    | Vídeo                                     |       |
| Peanuts                                                           | ピイナッツ 落華星                                     | Piinattsu: Rakkasei                                                | Vídeo                                     |       |
| The Way to Fight                                                  | 喧嘩の花道 大阪最強伝説                               | Kenka No Hanamichi: Ōsaka Saikyō Densetsu                          | Vídeo                                     |       |
| Fudoh: The New Generation                                         | 極道戦国志 不動                                       | Gokudō sengokushi: Fudō                                            | Pel·lícula                                |       |
| 1997                                                              |                                                       |                                                                    |                                           |       |
| Jingi Naki Yabō 2                                                 | 仁義なき野望2                                         | Jingi naki yabō 2                                                  | Vídeo                                     |       |
| Young Thugs: Innocent Blood                                       | 岸和田少年愚連隊 血煙り純情篇                         | Kishiwada shōnen gurentai: Chikemuri junjō-hen                     | Pel·lícula                                |       |
| Rainy Dog                                                         | 極道黒社会 RAINY DOG                                  | Gokudō kuroshakai                                                  | Pel·lícula                                |       |
| Full Metal Yakuza                                                 | FULL METAL 極道                                       | Full Metal gokudō                                                  | Vídeo                                     |       |
| 1998                                                              |                                                       |                                                                    |                                           |       |
| The Bird People in China                                          | 中国の鳥人                                            | Chûgoku no chôjin                                                  | Pel·lícula                                |       |
| Andromedia                                                        | アンドロメデイア andromedia                           | Andoromedia                                                        | Pel·lícula                                |       |
| Blues Harp                                                        | BLUES HARP                                            | n/a                                                                | Pel·lícula                                |       |
| Young Thugs: Nostalgia                                            | 岸和田少年愚連隊 望郷                                 | Kishiwada shōnen gurentai: Bōkyō                                   | Pel·lícula                                |       |
| 1999                                                              |                                                       |                                                                    |                                           |       |
| Audition                                                          | オーディション                                        | Ōdishon                                                            | Pel·lícula                                |       |
| Man, A Natural Girl                                               | 天然少女萬                                            | Tennen shōjo Man                                                   | TV                                        |       |
| Ley Lines                                                         | 日本黒社会                                            | Nihon kuroshakai                                                   | Pel·lícula                                |       |
| Silver                                                            | シルバー SILVER                                       | Shirubā                                                            | Vídeo                                     |       |
| Dead or Alive                                                     | DEAD OR ALIVE 犯罪者                                  | Dead or Alive: Hanzaisha                                           | Pel·lícula                                |       |
| Salaryman Kintaro                                                 | サラリーマン金太郎                                    | Sararīman Kintarō                                                  | Pel·lícula                                |       |
| Man, Next Natural Girl: 100 Nights In Yokohama N-Girls Vs Vampire | 天然少女萬NEXT 横浜百夜篇                             | Tennen shōjo Man next: Yokohama hyaku-ya hen                       | TV                                        |       |
| 2000                                                              |                                                       |                                                                    |                                           |       |
| The Making of 'Gemini'                                            |                                                       | Tsukamoto Shin'ya ga Ranpo suru                                    | Documental TV                             |       |
| MPD Psycho                                                        | 多重人格探偵サイコ                                    | Tajū jinkaku tantei saiko: Amamiya Kazuhiko no kikan               | Telenovel·la                              |       |
| The City of Lost Souls The City of Strangers The Hazard City      | 漂流街 THE HAZARD CITY                                | Hyōryū-gai                                                         | Pel·lícula                                |       |
| The Guys from Paradise                                            | 天国から来た男たち                                    | Tengoku kara kita otoko-tachi                                      | Pel·lícula                                |       |
| Dead or Alive 2 Dead or Alive 2: Birds                            | DEAD OR ALIVE 2 逃亡者                                | Dead or Alive 2: Tōbōsha                                           | Pel·lícula                                |       |
| 2001                                                              |                                                       |                                                                    |                                           |       |
| (Kikuchi-jō monogatari: sakimori-tachi no uta)                    | 鞠智城物語 防人たちの唄                               | Kikuchi-jō monogatari: sakimori-tachi no uta                       | Pel·lícula                                |       |
| (Zuiketsu gensō: Tonkararin yume densetsu)                        | 隧穴幻想 トンカラリン夢伝説                           | Zuiketsu gensō: Tonkararin yume densetsu                           | Pel·lícula                                |       |
| Family                                                            | FAMILY                                                | n/a                                                                | Pel·lícula                                |       |
| Visitor Q                                                         | ビジターQ                                             | Bijitā Q                                                           | Pel·lícula                                |       |
| Ichi the killer                                                   | 殺し屋1                                               | Koroshiya 1                                                        | Pel·lícula                                |       |
| Agitator                                                          | 荒ぶる魂たち                                          | Araburu tamashii-tachi                                             | Pel·lícula                                |       |
| The Happiness of the Katakuris                                    | カタクリ家の幸福                                      | Katakuri-ke no kōfuku                                              | Pel·lícula                                |       |
| 2002                                                              |                                                       |                                                                    |                                           |       |
| Dead or Alive 3 Dead or Alive: Final                              | DEAD OR ALIVE FINAL                                   | n/a                                                                | Pel·lícula                                |       |
| (Onna kunishū ikki)                                               | おんな 国衆一揆                                       | Onna kunishū ikki                                                  | Pel·lícula                                |       |
| Sabu                                                              | SABU さぶ                                             | Sabu                                                               | Pel·lícula                                |       |
| Cementiri Yakuza                                                  | 新・仁義の墓場                                        | Shin jingi no hakaba                                               | Pel·lícula                                |       |
| Shangri-La                                                        | 金融破滅ニッポン 桃源郷の人々                         | Kin'yū hametsu Nippon: Tōgenkyō no hito-bito                       | Pel·lícula                                |       |
| Pandōra                                                           | パンドラ                                              | Pandōra                                                            | Clip                                      |       |
| Deadly Outlaw: Rekka Violent Fire                                 | 実録・安藤昇侠道（アウトロー）伝 烈火                 | Jitsuroku Andō Noboru kyōdō-den: Rekka                             | Pel·lícula                                |       |
| Pāto-taimu tantei                                                 | パートタイム探偵                                      | Pāto-taimu tantei                                                  | TV                                        |       |
| 2003                                                              |                                                       |                                                                    |                                           |       |
| The Man in White                                                  | 許されざる者                                          | Yurusarezaru mono                                                  | Pel·lícula                                |       |
| Gozu                                                              | 極道恐怖大劇場 牛頭 GOZU                              | Gokudō kyōfu dai-gekijō: Gozu                                      | Pel·lícula                                |       |
| Yakuza Demon                                                      | 鬼哭 kikoku                                           | Kikoku                                                             | Vídeo                                     |       |
| Kōshōnin                                                          | 交渉人                                                | Kōshōnin                                                           | TV                                        |       |
| La Mort en ligne                                                  | 着信アリ                                              | Chakushin Ari                                                      | Pel·lícula                                |       |
| 2004                                                              |                                                       |                                                                    |                                           |       |
| Zebraman                                                          | ゼブラーマン                                          | Zeburāman                                                          | Pel·lícula                                |       |
| Pāto-taimu tantei 2                                               | パートタイム探偵2                                     | Pāto-taimu tantei 2                                                | TV                                        |       |
| 3 extrêmes, segment Box                                           | 三更2                                                 | Saam gaang yi                                                      | Segment en un film                        |       |
| Izo                                                               | IZO                                                   | IZO                                                                | Pel·lícula                                |       |
| Demon Pond                                                        | 夜叉ヶ池                                              | Yasha Ga Ike                                                       | Obra de teatre (DVD 2005)                 |       |
| 2005                                                              |                                                       |                                                                    |                                           |       |
| Ultraman Max                                                      | ウルトラマンマックス                                  | Urutoraman Makkusu                                                 | Episodis d'una sèrie TV                   |       |
| The Great Yokai War                                               | 妖怪大戦争                                            | Yōkai Daisensō                                                     | Pel·lícula                                |       |
| 2006                                                              |                                                       |                                                                    |                                           |       |
| Big Bang Love, Juvenile A 4.6 Billion Years Of Love               | 46億年の恋                                            | 46-okunen no koi                                                   | Pel·lícula                                |       |
| Waru                                                              | WARU                                                  | Waru                                                               | Pel·lícula                                |       |
| Les Maîtres de l'horreur (épisode La Maison des sévices)          | インプリント ～ぼっけえ、きょうてえ～                 | Inpurinto ~bokke kyote~                                            | Episodi d'una sèrie TV                    |       |
| Waru: kanketsu-hen                                                | WARU：完結編                                          | Waru: kanketsu-hen                                                 | Pel·lícula                                |       |
| Sun Scarred                                                       | 太陽の傷                                              | Taiyo no kizu                                                      | Pel·lícula                                |       |
| 2007                                                              |                                                       |                                                                    |                                           |       |
| Sukiyaki Western Django                                           | スキヤキ・ウエスタン ジャンゴ                         | Sukiyaki wesutān jango                                             | Pel·lícula                                |       |
| Like a Dragon                                                     | 龍が如く 劇場版                                       | Ryû ga gotoku: gekijô-ban                                          | Pel·lícula                                |       |
| Crows Zero                                                        | クローズZERO                                          | Kurōzu Zero                                                        | Pel·lícula                                |       |
| Detective Story                                                   | 捕物帳                                                | Tantei monogatari                                                  | Pel·lícula                                |       |
| Zatoichi                                                          | 座頭市                                                | Zatōichi                                                           | Obra de teatre                            |       |
| Heiwa e No Seiyaku (Ukei)                                         | 平和への誓約（うけい）                                | Heiwa e No Seiyaku (Ukei)                                          | Video                                     |       |
| 2008                                                              |                                                       |                                                                    |                                           |       |
| God's Puzzle                                                      | 神様のパズル                                          | Kamisama no pazuru                                                 | Pel·lícula                                |       |
| K-tai Investigator 7                                              | ケータイ捜査官7                                       | Keitai Sōsakan 7                                                   | Sèrie TV                                  |       |
| 2009                                                              |                                                       |                                                                    |                                           |       |
| Yatterman                                                         | ヤッターマン                                          | Yattaaman                                                          | Pel·lícula                                |       |
| Crows Zero 2                                                      | クローズZERO 2                                        | Kurōzu Zero 2                                                      | Pel·lícula                                |       |
| 2010                                                              |                                                       |                                                                    |                                           |       |
| Zebraman 2                                                        | ゼブラシティの逆襲                                    | Zebura Shiti no gyakushû                                           | Pel·lícula                                |       |
| 13 Assassins                                                      | 十三人の刺客                                          | Jûsan-nin no shikaku                                               | Pel·lícula                                |       |
| 2011                                                              |                                                       |                                                                    |                                           |       |
| Hara-Kiri: Mort d'un samouraï                                     | 一命                                                  | Ichimei                                                            | Pel·lícula                                |       |
| Ninja Kids                                                        | 忍たま乱太郎                                          | Nintama Rantarô                                                    | Pel·lícula                                |       |
| 2012                                                              |                                                       |                                                                    |                                           |       |
| Gyakuten Saiban                                                   | 逆転裁判                                              | Gyakuten Saiban                                                    | Pel·lícula                                |       |
| For Love's Sake                                                   | 愛と誠                                                | Ai To Makoto                                                       | Pel·lícula                                |       |
| Lesson Of The Evil                                                | 悪の教典                                              | Aku No Kyôten                                                      | Pel·lícula                                |       |
| 2013                                                              |                                                       |                                                                    |                                           |       |
| Shield of Straw                                                   | 藁の楯                                                | Wara No Tate                                                       | Pel·lícula                                |       |
| 2014                                                              |                                                       |                                                                    |                                           |       |
| The Mole Song: Undercover Agent Reiji                             | 土竜の唄潜入捜査官REIJI                               | Mogura No Uta: Sennyû Sôsakan Reiji                                | Pel·lícula                                |       |
| Kuime                                                             | 喰女 -クイメ-                                         | Kuime/Shin Yotsuya Kaidan                                          | Pel·lícula                                |       |
| Kamisama no Iutoori                                               | 神様のいうとおり                                      | Kamisama No Iu Tôri                                                | Pel·lícula                                |       |
| 2015                                                              |                                                       |                                                                    |                                           |       |
| Lion Standing Against The Wind                                    | 風に立つライオン                                      | Kaze Ni Tatsu Lion                                                 | Pel·lícula (14/03/2015)                   |       |
| Yakuza Apocalypse: The Great War Of The Underworld                | 極道大戦争                                            | Gokudô Daisensô                                                    | Pel·lícula (20/06/2015)                   |       |
| Chikyunagegoro-Uchunoaragoto                                      | ちきゅなごろ うちゅのあらごと                         | Chikyunagegoro-Uchunoaragoto                                       | Obra de teatre                            |       |
| 2016                                                              |                                                       |                                                                    |                                           |       |
| Puchi Puchi Anime                                                 | プチプチアニメ「ころがし屋のプン」                    | Puchi Puchi Anime (Korogashi Ya no Pun)                            | Anime (1 episodi) (21/03/2016)            |       |
| Terra Formars                                                     | テラフォーマーズ                                      | Tera Fômâzu                                                        | Pel·lícula (29/04/2016)                   |       |
| Frères Terriens                                                   | 地球兄弟                                              | Chikyû Kyôdai                                                      | Web Série (07/09/2016)                    |       |
| Mogura No Uta 2: Hong Kong Kyôsô Kyoku                            | 土竜の唄 香港狂騒曲                                   | Mogura No Uta Hong Kong Kyôsô Kyoku                                | Pel·lícula (23/12/2016)                   |       |
| 2017                                                              |                                                       |                                                                    |                                           |       |
| Zatoichi                                                          | Obra de Teatre                                        |                                                                    |                                           |       |
| Idol x Warrior Miracle Tunes!                                     | アイドル×戦士 ミラクルちゅーんず！                    | Aidoru Senshi Mirakuru Chūnzu!                                     | Sèrie TV                                  |       |
| Blade of the Immortal                                             | 無限の住人                                            | Mugen No Juunin                                                    | Pel·lícula (29/04/2017)                   |       |
| Jojo Bizarre Adventure Diamond Is Unbreakable Chapitre 1          | ジョジョの奇妙な冒険 ダイヤモンドは砕けない第一章     | Jojo No Kimyô Na Bouken Daimondo Wa kudakenai dai 1 shou           | Pel·lícula (04 aout 2017)                 |       |
| Miyavi: Dancing With My Fingers                                   | Clip (17 octobre 2017)                                |                                                                    |                                           |       |
| 2018                                                              |                                                       |                                                                    |                                           |       |
| Laplace's Witch                                                   | ラプラスの魔女                                        | Rapurasu No Majo                                                   | Pel·lícula                                |       |
| Magic x Warrior Magi Majo Pures!                                  | 魔法×戦士 マジマジョピュアーズ！                      | Mahou Senshi Maji Majo Pyuāzu!                                     | Sèrie TV (2018)                           |       |
| Bad People’s Game                                                 | 不良人的游戏                                          | Pel·lícula                                                         |                                           |       |

### Actor
- 1996: The Way to Fight
- 1997: Young Thugs: Innocent Blood
- 2001: Agitator
- 2002: Ichi the Killer: Episodi 0
- 2002: Graveyard of Honor
- 2003: Gokudô deka de Sakichi Satô
- 2003: Last Life in the Universe
- 2004: Otakus in Love (Koi no El meu)
- 2005: The Neighbour No. 13
- 2005: Hostel